# Keisha Castle-Hughes
Keisha Castle-Hughes (Donnybrook, 24 maart 1990) is een actrice die geboren is in Australië, maar woonachtig in Nieuw-Zeeland.

## Persoonlijk leven
Keisha Castle-Hughes is de dochter van Tim Castle and Desrae Hughes, die nooit getrouwd zijn. De moeder van Castle-Hughes is een Nieuw-Zeelandse Maori. 
Haar broer Rhys Castle-Hughes is ook acteur. Ze heeft nog twee broers: Liam (1996) en Quade (2006) en een zus Maddisyn (2001).
Keisha Castle-Hughes was reeds op 16-jarige leeftijd in verwachting. Haar 19-jarige vriend Bradley Hull (1987)  was de vader. In de lente van 2007 werd hun dochtertje Felicity-Amore geboren. In 2010 zijn ze uit elkaar gegaan.

## Loopbaan
Keisha werd vooral bekend door haar rol in de film Whale Rider in 2002 waarin ze het jonge meisje Paikea speelde. De rol leverde haar een Oscarnominatie op voor beste actrice in 2003. Ze was de jongste kandidate (13 jaar oud) ooit voor die onderscheiding.
De actrice speelde in Star Wars: Episode III - Revenge of the Sith (2005) een kleine rol als de koningin van Naboo, koningin Apailana. 
Ook speelde Castle-Hughes de rol van Maria in The Nativity Story in 2006.
Andere films waar ze in te zien is: Hey Hey It's Esther Blueburger (2008, Sunni), The Vintner's Luck (2009, Celeste), Vampire (2011, Jellyfish), Red Dog (2011, Rosa)
In 2014 werd bekendgemaakt dat Keisha vanaf seizoen 5 Obara Sand zal spelen in de succesvolle reeks 'Game of Thrones'. 
- Bibsys: 4108945
- Bibliothèque nationale de France: cb159410830 (data)
- Gemeinsame Normdatei: 1020014504
- International Standard Name Identifier: 0000 0000 7851 3675
- Library of Congress Control Number: no2004008922
- MusicBrainz: 4a760e99-1e45-4b4c-b15b-3412f75c5280
- Nationale Bibliotheek van Tsjechië: xx0157011
- Nationale Bibliotheek van Israël: 987007459606405171
- Nederlandse Thesaurus van Auteursnamen: 260041440
- Système universitaire de documentation: 168564378
- Museum of New Zealand Te Papa Tongarewa: 44735
- Virtual International Authority File: 71094570
- WorldCat: E39PBJj4thBTTbmPBypVHR8Hmd